# Bibliothèque de la Pléiade
Die Bibliothèque de la Pléiade ist eine Buchreihe, die der französische Verlag Gallimard seit 1931 veröffentlicht.

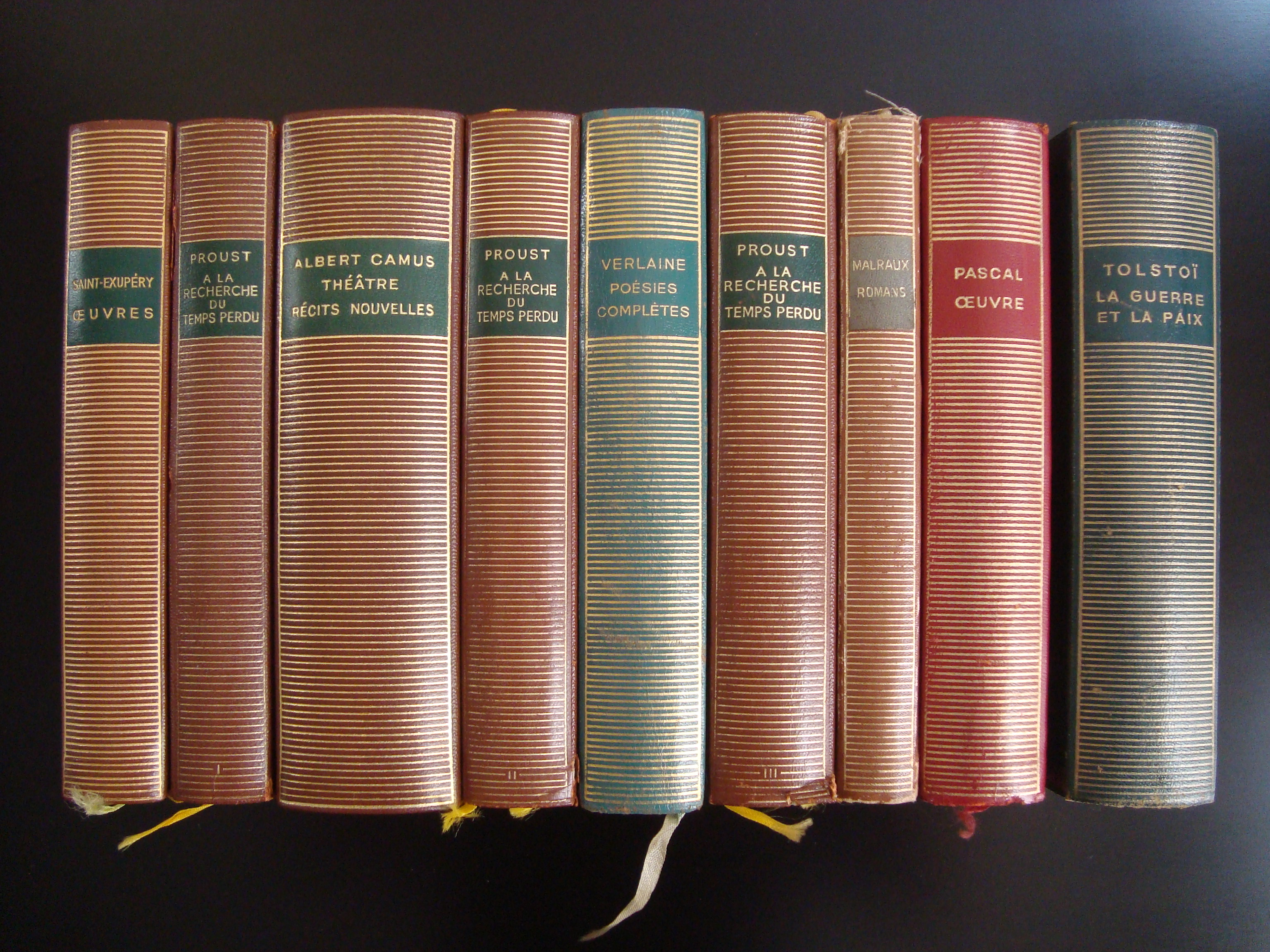
Die charakteristischen Buchrücken der Bibliothèque de la Pléiade

## Auswahl der Werke und Autoren
Die Pléiade umfasst Werkausgaben von Klassikern der Weltliteratur, wobei der Schwerpunkt bei der französischen Literatur liegt. Jeder Band stellt eine unter strengen Editionsrichtlinien erarbeitete Werkausgabe eines herausragenden Autors dar; im Anhang finden sich ein kritischer Apparat sowie ausführliche Register. Die Pléiade genießt in der französischen Literaturlandschaft außerordentlich hohes Prestige: Noch zu Lebzeiten in sie aufgenommen zu werden („l’entrée dans la Pléiade“), gilt als große Ehre, die bislang 18 Autoren zuteilgeworden ist, namentlich René Char, Paul Claudel, André Gide, Julien Gracq, Julien Green, Eugène Ionesco, Claude Lévi-Strauss, André Malraux, Roger Martin du Gard, Henry de Montherlant, Nathalie Sarraute, Saint-John Perse, Marguerite Yourcenar, Jean d’Ormesson, Philippe Jaccottet, Milan Kundera, Mario Vargas Llosa und Philip Roth.
Die Bibliothèque de la Pléiade ist im Ausland teilweise als kennzeichnendes Beispiel einer Kanonbildung in der französischen Literatur gewertet worden.

## Erscheinungsweise und Ausstattung
Bis 2010 sind über 560 Bände erschienen; derzeit erscheinen deren elf pro Jahr. Die Bände im Format Kleinoktav sind mit holzfreiem 36-Gramm-Dünndruckpapier und Schafledereinbänden (für jedes Jahrhundert eine eigene Farbe) mit Goldprägung sehr aufwändig gestaltet. Ein Pléiade-Band kostet zwischen 50 und 80 Euro. 67 Bände sind illustriert und 16 zweisprachig. Sie sind beliebte Sammelobjekte.

## Geschichte
Vorgänger der „Bibliothèque“ waren die seit 1922 in Paris herausgegebenen „Éditions de la Pléiade“ des russisch-schweizerischen Verlegers Jacques Schiffrin. Der Name „Pléiade“ bezieht sich auf eine Gruppe klassischer russischer Dichter, wie Schiffrins Sohn in seinen Lebenserinnerungen mitteilt. Er gibt als das Jahr der Übergabe an Gallimard 1933 an.

## Namensursprung
Der Name Pléiade erinnert an den französischen Dichterbund La Pléiade, der sich 1549 in Paris um Pierre de Ronsard und Joachim du Bellay bildete. Der Dichterbund benannte sich nach den Plejaden, dem „Siebengestirn“, da er stets sieben Mitglieder zählte.